# キメラ
生物学における キメラ (chimera) とは、同一の個体内に異なる遺伝情報を持つ細胞が混じっている状態や、そのような状態の個体のこと。嵌合体（かんごうたい）ともいい、平たく言うと「異質同体」である。
この語は、ギリシア神話に登場する生物「キマイラ」に由来する。「キメラ分子」「キメラ型タンパク質」のように「寄り合い所帯」「由来が異なる複数の部分から構成されている」という意味で使われる例もある。

## 植物
植物では、異なる遺伝情報を持つ細胞が縞状に分布するものを区分キメラ、組織層を形成して重なるものを周縁キメラと呼ぶ。それらは成長点細胞の突然変異や接ぎ木で生じる（接木キメラ）ことがある。

## 動物
脊椎動物には移植免疫があるため、成体でキメラを作ることはできない。医学・獣医学では、2個以上の胚に由来する細胞集団（キメラ胚）から発生した個体を指す。例としては、ニワトリとウズラのキメラがある。また、キメラ胚由来ではないが、一個体が異なった個体由来の血液細胞を同時に持っている状態を血液キメラという。1つ胚に由来しているが異なる遺伝情報を持つ細胞が部分的に入り交じるものをモザイクと呼び、キメラと区別する。モザイクはキメラよりはるかに頻度が高い。

### ヒトキメラ
多くは血液キメラである。双生児の胚はしばしば胎盤における血液供給を共有しているため、血液幹細胞がもう一方の胚へ移動可能で、移動した血液幹細胞が骨髄に定着した場合、持続的に血液細胞を供給するようになり血液キメラが作られる。二卵性双生児のペアの8%ほどは血液キメラである。双生児でない場合の血液キメラも知られているが、これは妊娠初期に双生児の一方が死亡し、生存している方に吸収されて血液キメラが生じたと考えられている。
最初のヒトのキメラは、イギリスの血液型学者アイヴァー・ダンスフォードが1953年3月に発見した。ある女性が供血のために血液検査を受けたところ、抗B型血清では凝集なし、抗A型血清では不完全な凝集が起きた。通常ならA型と判定されるが、顕微鏡で見ると凝集そのものが弱いのではなく「凝集する血球」と「凝集しない血球」が混在していた。さらによく調べたところA型血球とO型血球が混ざっていた。A型遺伝子はO型遺伝子に対し優性遺伝するので、仮に両方の遺伝子を持っていても普通のA型であり、このようなことにはならない。これだけなら輸血を受けた人でも見られたが、この女性は一切輸血を受けた経験がないこと、ならびに1か月の間隔を開けてA型とO型の比率を調べたがA39%：O61%のまま変化がなかったことから、女性の体内で2種類の血球が両方作られていることが示唆された。ABO式以外の方式による血液型を調べたところ以下のようになった。
| 血球の種類   | MNSs式血液型 | P式血液型 | Rh式血液型  | ルセラン式血液型 | ケル式血液型 | ルイス式血液型 | ダフィー式血液型 | キッド式血液型 |
| ------------ | ------------ | --------- | ----------- | ---------------- | ------------ | -------------- | ---------------- | -------------- |
| A型血球(39%) | MNSs型       | P+型      | CDeF/CDeF型 | Lu(a-)型         | Kk型         | Le(a-b+)型     | Fy(a+)型         | Jk(a-b+)型     |
| O型血球(61%) | MNSs型       | P+型      | CDeF/CDeF型 | Lu(a-)型         | kk型         | Le(a-b+)型     | Fy(a+)型         | Jk(a+b+)型     |

これらの違いについては「血液型」のページを参照。現在ではルセラン型とダフィ型はAとBそれぞれの抗体で調べるが、ルセランのB抗体は1956年発見のため当時は知られておらず、ダフィー式はB抗体発見が1951年と間もないため、1953年当時は両方A抗体の反応の有無のみで行っていた。
一か所だけなら体細胞の突然変異（上記の「モザイク」に当たる）とも考えられる。しかし、ABO・ケル・キッドの血液型はいずれも遺伝子の位置が異なるので3か所も同時に突然変異が起きる必要があり考えにくいこと、さらに1945年に牛の血液キメラの報告があり、この時点で「牛の双子は血球の元になる細胞が血管の吻合を通じて双子の相手に流れ込む現象が起きる」という説がまとまっていたことから、この女性に対しても同様の仕組みを疑い双子の存在を尋ねたところ、彼女は双子で生まれ相方は男児だったことから二卵性双生児であることは確実だった。この男児は生後3か月で死亡していたため血液型を確認することができなかった。なお、唾液による血液型鑑定はO型と出たため、彼女自身の血球はO型でA型が相方のものの可能性が高いとされた。また、ウシの雌雄双子の血液キメラの場合フリーマーチンといって雌がほぼ確実に不妊になる。
その後、1957年6月に両方生存している二卵性の双子のキメラが発見され、女性の方はO型99%・A型1%、男性の方はA型86%・O型14%の血球を持ち、それぞれの血球はABO式に加えMNSs式・Rh式・ダフィー式・キッド式の血液型が異なっていた。唾液による確認では女性がO型・男性がA型だった。また白血球にもキメラが確認され、女性側は不明だが男性側に「ドラムスティック」という、通常は女性白血球に数%ほど見られる突起が確認された。なお、必ずしも血液キメラはお互いに血液が混じり合うとは限らず、日本では東大付属中学のふたご学級による調査で、女子はO型69%・A型31%のキメラだが、男子はA型100%でキメラなしというケースが1956年に岡島道夫によって発見されている。
2つの受精卵が子宮内で融合して1つの胚となった場合に作られる真のヒトキメラは1994年のイギリスで生まれた少年の例などわずかしか知られていない。この少年は体外受精で生まれている。

### 生殖系列キメラ
生殖系列（精巣と卵巣）が置き換えられたキメラ。胚盤葉細胞キメラまたは始原生殖細胞キメラから作られる。

### 骨髄移植
白血病治療のため、骨髄移植を受けた患者も医学用語でキメラと呼ばれている。骨髄移植は同一の血液型でなくても可能である。血液型が異なるドナーから骨髄移植を受けた場合、元々の造血幹細胞で造られる血液と移植された造血幹細胞で造られる血液型は異なることからそのように呼ばれる。また、血液型が変わっても、毛髪、爪、精液などといった身体の一部分に関しては、骨髄移植をする前の血液型のままとなっている。